# Vinkulation
Die Vinkulation (auch Vinkulierung, lat. vinculum: Band, Fessel) ist ein Begriff aus dem Gesellschaftsrecht, mit dem das satzungsmäßige Zustimmungserfordernis einer Kapitalgesellschaft für die rechtsgeschäftliche Übertragung eines Anteils, z. B. in Form einer Aktie, umschrieben wird. Der Begriff umfasst daneben jedoch auch die Verpfändung von Waren oder – überwiegend in Österreich – die Verpfändung/Abtretung von Versicherungsansprüchen.

## Rechtslage

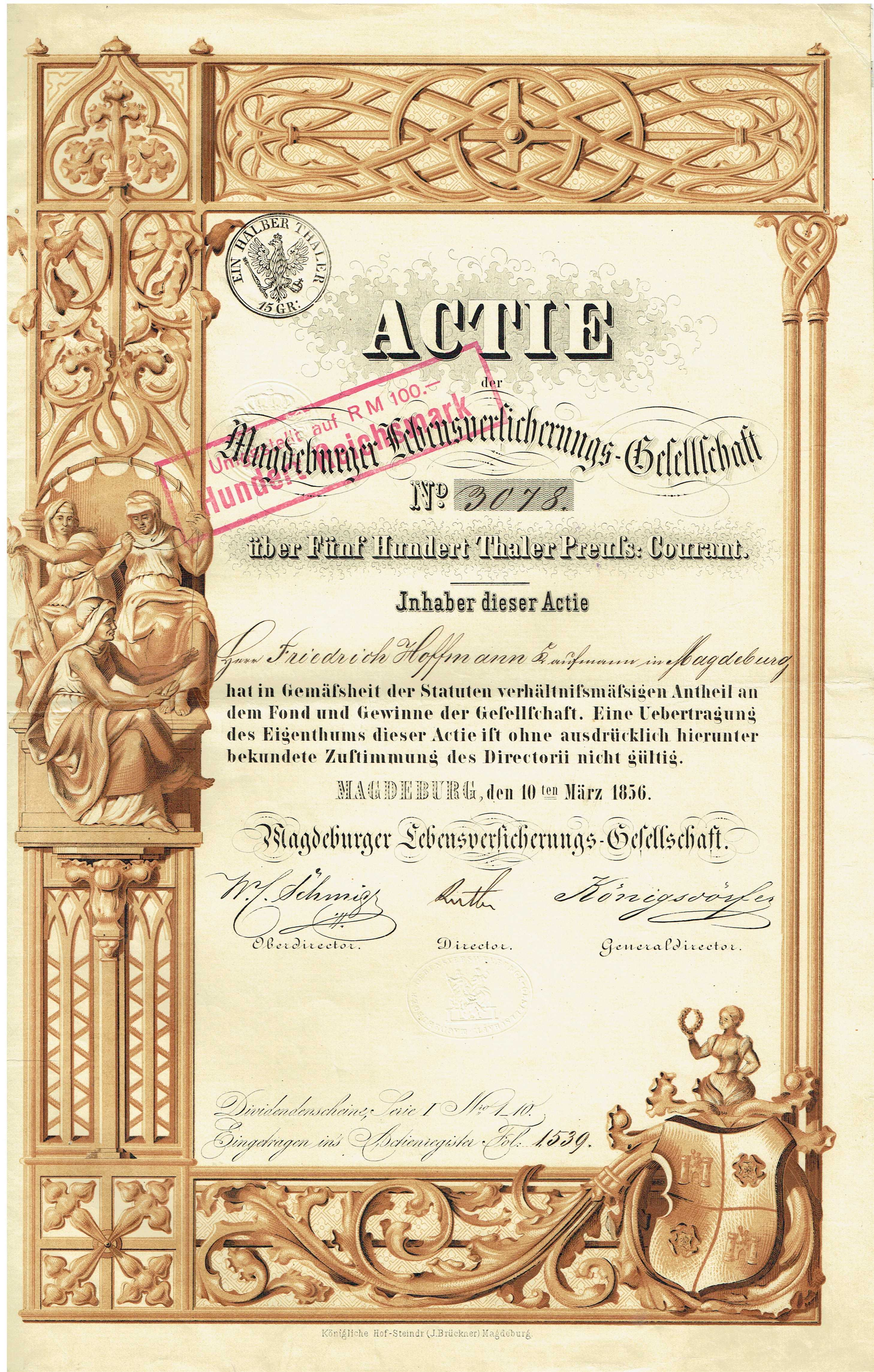
Vinkulierte Namensaktie der Magdeburger Lebensversicherungs-Gesellschaft vom 10. März 1856

Die Vinkulation (engl. registered share with restricted transferability) stellt eine Sonderform der Namensaktie dar. Eine vinkulierte Namensaktie bedarf zu ihrer Übertragung der Zustimmung der ausgebenden Aktiengesellschaft (§ 68 Abs. 2 AktG). Damit wird die ohnehin geringe Verkehrsfähigkeit von Namensaktien weiter eingeschränkt. Da die Gesellschaft die Zustimmung zur Übertragung verweigern darf, ist der im Aktienregister eingetragene Aktionär zunächst allein berechtigt, die aus der Aktie resultierenden Rechte geltend zu machen.
Auch vinkulierte Namensaktien sind materiell-rechtlich geborene Orderpapiere und nicht etwa Rektapapiere und können deshalb durch Indossament übertragen werden. Die erforderliche Zustimmung zur Übertragung schränkt lediglich die Transportfunktion des Indossaments ein, ändert jedoch nicht den Charakter als Orderpapier. In der Praxis jedoch werden vinkulierte Namensaktien üblicherweise im Wege der Blankozession übertragen. Die Formularpraxis der Emittenten sieht nämlich in aller Regel die Zession vor. Ausschlaggebend hierfür sei, dass die erforderliche Zustimmung zur Übertragung konkludent mit der Umschreibung im Aktienbuch erteilt werde und dafür die Blankozession die geeigneteren Unterlagen liefere. Zudem stelle die vom Käufer vervollständigte Abtretungserklärung ein ausreichendes Indiz für den nachzuweisenden Rechtsübergang nach § 68 Abs. 3 Satz 2 AktG dar. Damit werden vinkulierte Namensaktien zu technischen Rektapapieren.

## Freiwillige Vinkulation
Das Gesetz überlässt allgemein einer Aktiengesellschaft die Wahl zwischen Inhaber- oder Namensaktien. Bei Namensaktien wird nur in wenigen Ausnahmefällen eine Vinkulierung gesetzlich vorgeschrieben. Namensaktien werden freiwillig vinkuliert, wenn unerwünschte Aktionäre (etwa Konkurrenten oder außerhalb der Familie befindliche Personen) vom Kauf der Aktien von vornherein ausgeschlossen werden sollen. Stimmt der Emittent einer Eigentumsübertragung bei vinkulierten Namensaktien nämlich nicht zu, so erhält der neue Erwerber kein Stimmrecht. Bei Erteilung einer Globalzustimmung muss das Unternehmen nicht jedem einzelnen Aktienerwerb zustimmen. Vinkulierte Namensaktien werden insbesondere von Versicherungsgesellschaften oder Nebenleistungsaktiengesellschaften ausgegeben.

## Vinkulation kraft Gesetzes
Gesetzlich vorgeschrieben sind vinkulierte Namensaktien zwingend bei satzungsmäßig vorgesehenen Nebenleistungspflichten des Aktionärs (§ 55 Abs. 1 Satz 1 AktG) und bei Entsendungsrechten des Aktionärs in den Aufsichtsrat (§ 101 Abs. 2 Satz 2 AktG). Ferner war eine Vinkulierung vorgesehen bei Kapitalanlagegesellschaften (§ 1 Abs. 4 und 5 KAGG a.F.).
Besonders in sicherheitsrelevanten Sektoren wie Rüstungsindustrie und Luftfahrt werden Unternehmen teilweise kraft Gesetzes dazu gezwungen, vinkulierte Namensaktien zu emittieren. So emittiert auch die Deutsche Lufthansa AG seit September 1997 vinkulierte Namensaktien, um jederzeit den in Luftverkehrsabkommen und in den EU-Richtlinien geforderten Nachweis zu erbringen, dass Lufthansa-Aktien mehrheitlich in deutschen Händen liegen.
Weitere Ausnahmen gelten für Investmentaktiengesellschaften (§ 109 Abs. 2 Satz 3 KAGB) und  Gesellschaften, bei denen kraft Gesetzes durch Ausgabe vinkulierter Namensaktien Einfluss auf den Gesellschafterkreis genommen werden muss. Hierzu gehören Wirtschaftsprüfungs- und Buchführungsgesellschaften (§ 28 Abs. 5, § 130 Abs. 2 WPO) oder Steuerberatungsgesellschaften (§ 50 Abs. 5 StBerG).
Eine gesetzliche Vinkulation besteht schließlich bei Personengesellschaften (Gesellschaft bürgerlichen Rechts, Offene Handelsgesellschaft, Kommanditgesellschaft). Dies beruht darauf, dass diese Gesellschaften typischerweise einen überschaubaren, von persönlichen Beziehungen geprägten Gesellschafterkreis aufweisen, der nicht ohne die Zustimmung aller verändert werden können soll. Es ist allerdings zulässig und weit verbreitet, im Gesellschaftsvertrag eine Übertragung unter bestimmten Voraussetzungen zuzulassen.

## Folgen
Die Vinkulation verhindert, dass Aktien frei am Markt gehandelt werden können, weil ihre Verkehrsfähigkeit gegenüber Inhaberaktien stark eingeschränkt ist. Sie hat jedoch den Vorteil, dass die Aktiengesellschaft keine feindliche Übernahme fürchten muss, weil jeder Kaufvorgang ihrer Genehmigung bedarf.
Die Satzung der AG kann bestimmte Gründe festlegen, aus denen eine Zustimmung verweigert werden darf (§ 68 Abs. 2 Satz 4 AktG). Wird die Zustimmung verweigert, handelt es sich bei der vorgesehenen Aktienübertragung um einen Rechtsmangel des Kaufvertrags (§§ 434, 439 und 440 in Verbindung mit § 323 ff. BGB). Wenn der vorgesehene Käufer keine Kenntnis von der Vinkulierung der Aktien hatte, so hat der Veräußerer die Unmöglichkeit der Übertragung zu vertreten. Dann kann der vorgesehene Käufer gemäß § 440 Abs. 1 BGB in Verbindung mit § 325 BGB vom Vertrag zurücktreten oder Schadensersatz wegen Nichterfüllung verlangen. Hat jedoch der vorgesehene Käufer Kenntnis von der Vinkulierung, so erlischt nach § 323 Abs. 1 bzw. Abs. 3 BGB der Anspruch des Käufers auf die Gegenleistung.
Die Vinkulierung erfasst lediglich die dinglichen Verfügungsgeschäfte und lässt den zugrunde liegenden schuldrechtlichen Vertrag unberührt. Wenn die Gesellschaft aufgrund ihrer Satzung die Zustimmung der Übertragung verweigert, so bewirkt dies die Unwirksamkeit der Aktienübertragung, während die schuldrechtliche Verpflichtung (nämlich die Kaufpreiszahlung für die Aktie) bestehen bleibt. Auch die Verpfändung von vinkulierten Namensaktien für Kreditzwecke bedarf der Zustimmung der Gesellschaft, da sich nach § 1274 Abs. 1 Satz 1 BGB die Verpfändung von Aktien nach den hierfür geltenden Vorschriften richtet.
Nicht von einer Zustimmung der Gesellschaft abhängig hingegen sind gesetzlich vorgesehene Übertragungsfolgen wie die Gesamtrechtsnachfolge durch Erbschaft oder Vereinbarung einer Gütergemeinschaft unter Eheleuten. Es handelt sich hierbei nicht um rechtsgeschäftliche Verfügungen, und nur diese werden von einer Vinkulierung erfasst.
Besondere Probleme kann die Vinkulation bei Treuhandverhältnissen bereiten. Da der Treuhänder im Außenverhältnis Gesellschafter bzw. Aktionär ist, bedürfen sowohl der eventuelle Rückfall des Treugutes an den Treugeber als auch die Übertragung auf einen Dritten (als neuer Treuhänder) der Zustimmung durch die Gesellschaft. Gefährden Treuhandverträge den Zweck einer Vinkulierung, so können sie nach § 138 BGB sittenwidrig und damit nichtig sein.

## Vinkulation bei der GmbH
Die Vinkulation von GmbH-Geschäftsanteilen ist in Deutschland nach § 15 Abs. 5 GmbHG durch Bestimmung im Gesellschaftsvertrag möglich. Bei der GmbH ist sogar der satzungsmäßige Ausschluss einer Abtretbarkeit nach § 15 Abs. 5 GmbHG möglich.

## Verpfändung von Waren
Literatur hierüber besteht bereits ersichtlich seit 1908. Danach handelt es sich beim Vinkulationsgeschäft um eine spezielle Form eines Kreditvertrages, bei dem exportierte bzw. importierte Waren, die sich noch auf dem Transportweg befinden, vorfinanziert und gleichzeitig als Kreditsicherheit für dieses Kreditgeschäft verpfändet werden.
Vinkulationsgeschäfte dieser Art sind durch den Handel mit dem Ausland entstanden. Dem ausländischen Verkäufer steht eine zum Export bestimmte Ware zur Verfügung, die er durch eine Bank bevorschussen lässt. Der Verkäufer händigt die Verladepapiere, die Traditionspapiere sein müssen, seiner Bank indossiert aus, und diese Bank ist dann kraft Gesetzes Eigentümerin der Ware. Die Bank bietet die Ware dem Käufer an, der sodann den Kaufpreis entrichtet. Dieser Kaufpreis dient zur Rückzahlung des Kredites, weshalb die Bank dem Käufer die Verladepapiere übertragen kann und dieser als neuer Eigentümer der Waren die Herausgabe vom Frachtführer verlangen kann. Beim Vinkulationsgeschäft wird mithin die Aushändigung der Ware an den Käufer an die Aushändigung der Papiere durch den Verkäufer gebunden. Das Vinkulationsgeschäft war der Vorgänger des heutigen Akkreditivs.

## Versicherungen
Die Abtretung oder Verpfändung von Versicherungsansprüchen wird insbesondere in Österreich als Vinkulierung bezeichnet, ist jedoch rechtlich anders einzuordnen. Einen exemplarischen Fall bietet das Urteil des OGH vom 20. November 1996. Bei der Vinkulierung von Versicherungen sind sämtliche Leistungen aus dieser Versicherung an die Zustimmung des so genannten Vinkulierungsgläubigers gebunden. In Österreich werden Leistungen aus (Lebens-)Versicherungen, welche als Kreditsicherheit für Kredite dienen, in aller Regel vinkuliert und nicht verpfändet, da Vinkulierungen nach österreichischem Recht nicht steuerschädlich sind, Verpfändungen und Abtretungen jedoch schon.